# Marina di Gioiosa Ionica
Marina di Gioiosa Ionica ist eine italienische Stadt in der Metropolitanstadt Reggio Calabria in Kalabrien mit 6307 Einwohnern (Stand 31. Dezember 2023).

## Lage und Daten
Marina di Gioiosa Ionica liegt 104 km nordöstlich von Reggio Calabria an der östlichen Seite der Serre. Die Nachbargemeinden sind die Stadt Gioiosa Ionica, der sie bis 1948 angehörte, Grotteria und Roccella Ionica.
Der Bahnhof liegt an der Bahnstrecke Taranto–Reggio di Calabria und war Ausgangspunkt der Schmalspurbahnstrecke Gioiosa Jonica–Mammola.

## Sehenswürdigkeiten
In der Umgebung des Ortes befinden sich römische Ruinen einschließlich eines römischen Theaters.

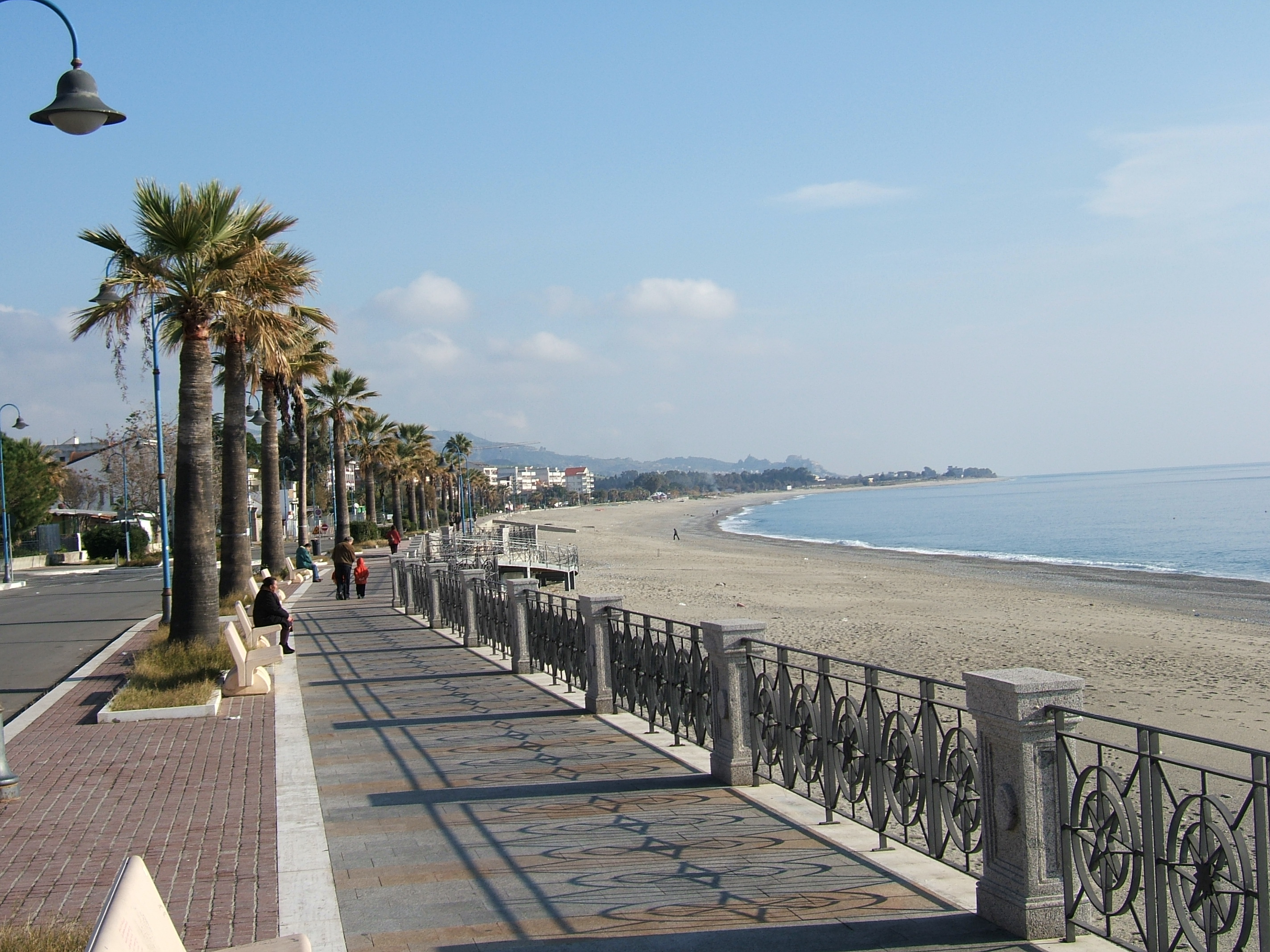
Marina di Gioiosa Ionica, Strandpromenade